# World Cosplay Summit

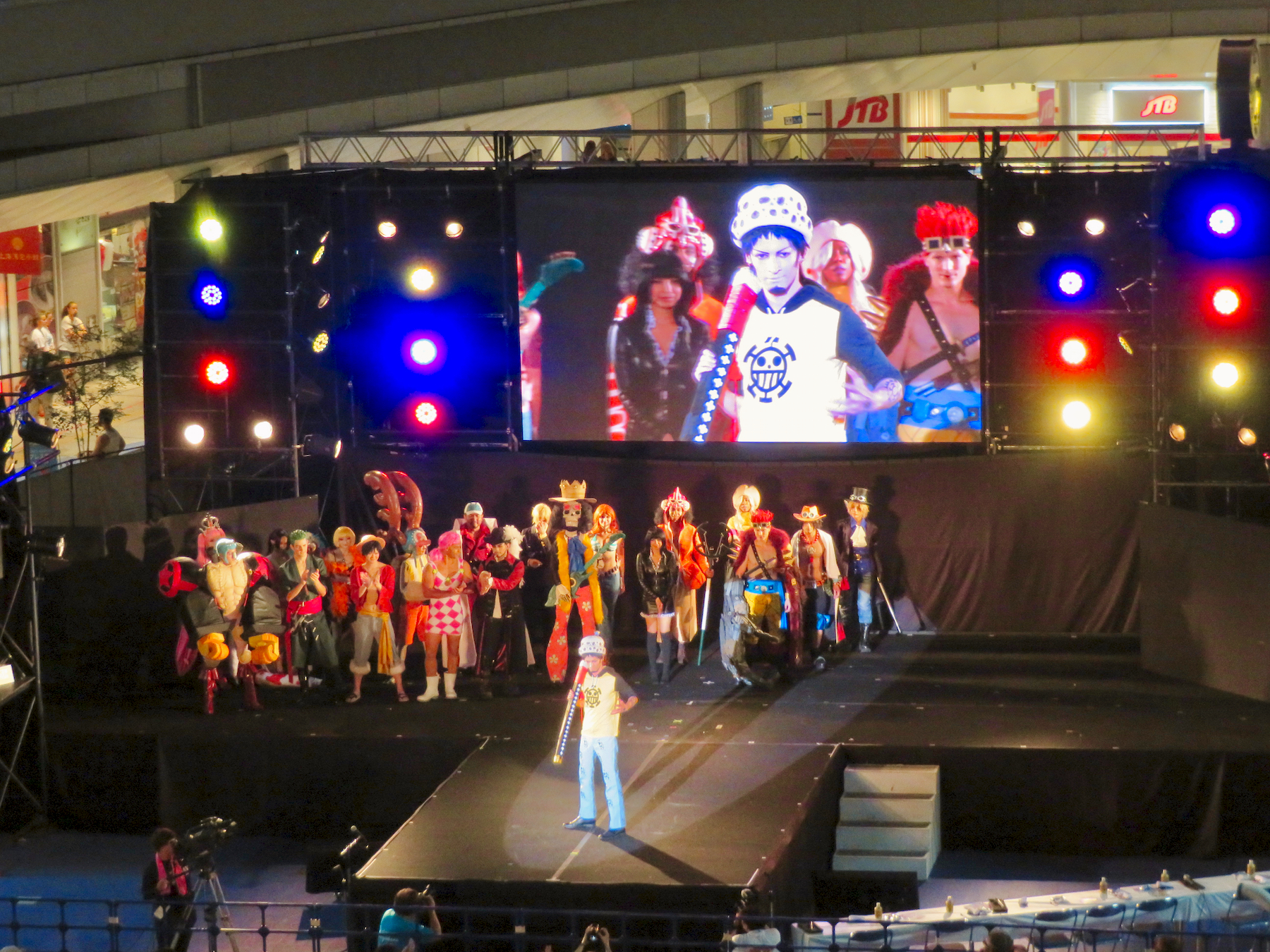
Die Preisverleihung des "One Piece Cosplay King Grand Prix" auf dem World Cosplay Summit 2019 statt.

Der World Cosplay Summit (abgekürzt WCS) ist ein internationaler Cosplay-Wettbewerb, bei der sich die Teams verschiedener Länder einen Wettbewerb, bestehend aus Kostüm und Performance, liefern. Die Teams müssen sich vorher durch einen nationalen Vorausscheid für das WCS qualifiziert haben. Der World Cosplay Summit ist der einzige internationale Cosplaywettbewerb. Die Teilnehmerzahl umfasst derzeit 22 Länder, unter anderem: Brasilien, Deutschland, Spanien, Italien, Korea, Japan, Mexiko, Thailand, USA.
Beim Cosplay stellt der Teilnehmer seine Lieblingsfigur aus einem Anime, Manga oder auch Videogame durch Kostüm und Verhalten möglichst originalgetreu dar.

## Geschichte
Der Veranstalter des WCS war bis 2012 der japanische Fernsehsender TV Aichi, der bekannt für seine Anime-Serien ist. 2013 wurde die eigenständige Firma WCS Inc. gegründet, die seither die Veranstaltung des World Cosplay Summits übernimmt. Der World Cosplay Summit fand erstmals im Herbst 2003 statt. Zu dieser Zeit gab es beim WCS allerdings noch keinen Wettbewerb, es war lediglich eine Zusammenkunft von Cosplayern aus verschiedenen Ländern.
- 2004 fand der World Cosplay Summit ein zweites Mal statt. Diesmal zogen die acht teilnehmenden Cosplayer aus Italien, Deutschland, Frankreich und den USA die Aufmerksamkeit der Medien auf sich.
- 2005 gab es erstmals eine Bühnenperformance, welche als Wettbewerb fungierte. Sieben Länder nahmen an dem Wettbewerb teil, welcher im Expo Dome auf der World Exposition in der Präfektur Aichi abgehalten wurde. Die 3000 Sitze des Expro Domes waren vollständig gefüllt und mehr als 30 verschiedene TV-Sender und Medien aus aller Welt waren anwesend.
- 2006 kamen für den WCS Wettbewerb nochmals 3 Länder hinzu: Singapur, Thailand und Brasilien. Außerdem wurde die Teilnehmerzahl innerhalb der Teams jedes Landes auf zwei Personen beschränkt. Erstmals gab es in diesem Jahr auch die Cosplay Parade (Osu Kannon Parade) durch Nagoya. Auf der dazugehörigen Pressekonferenz in Akihabara, Tokio war das Interesse der Medien noch größer als in den Jahren zuvor.
- 2007 wurde der World Cosplay Summit sogar als ein Teil der „Visit Japan“-Kampagne aufgenommen. 12 Länder nahmen an dem Wettbewerb teil. 200 Cosplayer aus der Umgebung nahmen an der Osu Cosplay Parade teil und ungefähr 10000 Besucher kamen, um sich den Wettbewerb anzusehen.
- 2009 kam der Red Carpet Walk vor dem Nagoya International Hotel hinzu.
- 2011 Neue Länder: Malaysia und Niederlande kamen hinzu.
- 2012 Neue Länder: England, Indonesien und Russland beteiligen sich. Hong Kong und Taiwan nemen mit eigenen Teams teil.
- 2013 Neue Länder: Vietnam und die Philippinen nehmen fortan teil.
- 2014 nehmen Portugal erstmals teil.
- 2015 werden Kanada und Schweden teilnehmen.

## Bisherige Sieger
| Jahr | Team                                                                                |
| ---- | ----------------------------------------------------------------------------------- |
| 2005 | Italien: - Giorgia Vecchini - Francesca Dani - Emilia FATA LIVIA - Elena FATA LIVIA |
| 2006 | Brasilien: - Maurisio Somenzari L Olivas - Monica Somenzari L Olivas                |
| 2007 | Frankreich: - Damian Ratte - Isabelle Jeudy                                         |
| 2008 | Brasilien: - Jessica Moreira Rocha Campos - Gabriel Niemietz Braz                   |
| 2009 | Japan: - YuRi - RiE                                                                 |
| 2010 | Italien: - Luca Buzzi - Giancarlo Di Pierro                                         |
| 2011 | Brasilien: - Maurício Somenzari Leite Olivas - Mônica Somenzari Leite Olivas        |
| 2012 | Japan: - Yukari Shimotsuki - Kaito                                                  |
| 2013 | Italien: - Andrea Vesnaver - Massimo Barbera                                        |
| 2014 | Russland: - Nek (Neko-tin) - Nichi                                                  |
| 2015 | Mexiko: - Juan Carlos Tolento (TWIIN Cosplay) - Shema Arroyo (TWIIN Cosplay)        |
| 2016 | Indonesien: - Rian CYD - Frea Mai                                                   |
| 2017 | China: - Xue Yan Xue - Tian Tian                                                    |
| 2018 | Mexiko: - Banana Ed - Banana Luis                                                   |
| 2019 | Australien: - K - Ameno Kitarou (A.K. Wirru)                                        |
| 2020 | Ausgefallen wegen Covid-19                                                          |
| 2021 | Deutschland: - Calssara - Elffi                                                     |

## Ablauf des World Cosplay Summit
Der World Cosplay Summit besteht aus verschiedenen Events (die sich von Jahr zu Jahr ändern). Feste Bestandteile des WCS sind inzwischen der Red Carpet Walk, die Cosplay Parade (die während des Osu Kannon Festivals stattfindet) und die World Cosplay Championship (der eigentliche Wettbewerb).

### Auszug aus den Regeln
- Jedes Land wird durch ein Team, bestehend aus zwei Cosplayern, repräsentiert.
- Die Kostüme müssen aus japanischen Anime, Manga oder Videospielen gewählt sein. Bis 2009 waren nur Kostüme aus Anime und Manga erlaubt.
- Die Kostüme müssen selbstgenäht/gebaut sein. Gekaufte Kostüme sind nicht zugelassen.
- Die Kostüme eines Teams müssen aus der gleichen Anime/Manga-Serie stammen.
- Die Teilnehmer müssen mindestens 18 Jahre alt sein.

Das gesamte Regelwerk ist auf der Webseite des World Cosplay Summit aufgeführt.

### Bewertung
- Performance (10 Punkte)

Qualität, Originalität, Kreativität und Unterhaltung.
- Kostüme (10 Punkte)

Qualität und Ähnlichkeit zum Original.
- Performance verglichen mit der original Story (5 Punkte)

Anlehnung der Performance an die Handlung und die Charaktere der Serie.

## Deutschland beim WCS
In Deutschland fand der Vorausscheid für „Team Deutschland“ jährlich auf der Connichi in Wiesbaden einer Convention für japanische Anime und Manga, statt. Auch hier treten die Teilnehmer in Zweierteams vor einer Jury mit Kostüm und Performance gegeneinander an. Das Team, welches sich qualifiziert, vertritt Deutschland und tritt im World Cosplay Summit gegen die Teams der anderen Länder an.

### Vorausscheid
Prinzipiell hat jeder Cosplayer die Möglichkeit, sich beim Vorausscheid für den World Cosplay Summit zu qualifizieren.
Die jeweils geltenden (nationalen) Regeln werden kurz nach dem WCS bekanntgegeben.

### Entwicklung
Die Auswahlverfahren, um „Team Deutschland“ zu ermitteln, verschärften sich von Jahr zu Jahr. Der Trend zeigt, dass in Deutschland zunehmend die Qualität der Präsentation und Performance an Wichtigkeit gewinnt.
Auswahlverfahren:
- 2006: Fotoshooting aller Teams. Selektierung der Teilnehmer auf die 5 besten Teams. Anschließendes Voting auf der Internetseite Animexx, um das beste Team zu ermitteln.
- 2007: Vorstellung aller Teams vor einer Jury mit anschließender Selektierung auf die 10 besten Teams, welche danach ihre Performance auf der Bühne des Kongresspalais präsentieren mussten. Eine Jury ermittelte das beste Team.
- 2008: Alle Teams mussten ihre Performance vor der Jury präsentieren, Fotos und Videoaufnahmen wurden ebenfalls gemacht. Das beste Team wurde unter Ausschluss d er Öffentlichkeit ermittelt und musste dann die Performance auf der Bühne im Kongresspalais vor den Besuchern der Convention erneut präsentieren.
- 2009: Alle Teams mussten ihre Performance im Festsaal auf der Connichi 2008 vor Publikum und einer Jury präsentieren. Die Jury ermittelte das Siegerteam unter Berücksichtigung der Publikumsreaktionen.
- 2010: Alle Teams mussten ihre Performance im Festsaal auf der Connichi 2009 vor Publikum und einer Jury präsentieren. Die Jury ermittelte das Siegerteam unter Berücksichtigung der Publikumsreaktionen.
- 2011: Alle Teams mussten ihre Performance im Festsaal auf der Connichi 2010 vor Publikum und einer Jury präsentieren. Die Jury ermittelte das Siegerteam unter Berücksichtigung der Publikumsreaktionen.
- 2012: Wegen des großen Interesses mussten sich alle Teilnehmer in einer Qualifikationsrunde auf der Connichi 2011 vor einer Jury präsentieren (maximal 60 Startplätze). Die 20 besten Teams durften ihre Performance im Festsaal auf der Connichi vor Publikum und einer Jury präsentieren.
- 2013: Unter Berücksichtigung des Feedbacks zur Qualifikationsrunde wurde diese durch eine Bewerbungsphase ersetzt. Teams, die am Vorentscheid teilnehmen wollten, sendeten eine Bewerbung als PDF-Datei u. a. mit Kostümfotos und einem kurzen Interview. Aus diesen Bewerbungen wurden 20 Teams ausgewählt, die ihre Performance im Festsaal auf der Connichi 2012 vor Publikum und einer Jury präsentieren durften. Zusätzlich wurde die eindrucksvollste Bewerbung mit einem Sonderpreis prämiert.
- 2014: Dank durchgehend positivem Feedback zur Bewerbungsphase wurde diese wieder zur Selektion der 20 Teams angewandt. Aus den Bewerbungen wurden 20 Teams ausgewählt, die ihre Performance im Festsaal auf der Connichi 2013 vor Publikum und einer Jury präsentieren durften. Zusätzlich wurde erneut die eindrucksvollste Bewerbung mit einem Sonderpreis prämiert.

### Deutsche WCS Teams
| Jahr | Teilnehmer                                              |
| 2003 | Cindy S. und Anja B.                                    |
| 2004 | Anne B. und Paula R.                                    |
| 2005 | Anja B., Anne-Catherine R., Stefanie K. und Young-Ji K. |
| 2006 | Daniela G. und Tanja R.                                 |
| 2007 | Katharina O. und Anna D.                                |
| 2008 | Ann-Katharine F. und Katharina W.                       |
| 2009 | Annabell H. und Iris H.                                 |
| 2010 | Désirée R. und Brigitte B.                              |
| 2011 | Annabell H. und Iris H.                                 |
| 2012 | Claudia H. und René M.                                  |
| 2013 | Daniela B. und Beate K.                                 |
| 2014 | Anna S. und Eva L.                                      |
| 2015 | Melina D. und Heike W.                                  |
| 2016 | Christina M. und Shiroku                                |
| 2017 | Nicole M. und Dante S.                                  |
| 2018 | −                                                       |
| 2019 | Maria D. und Sharina K.                                 |
| 2020 | kein WCS wegen Covid-19                                 |
| 2021 | Elffi und Calssara (Video division)                     |
| 2022 | Team Imonee                                             |
| 2023 | Team Broken Tales                                       |
| 2024 | Team Tsubaki                                            |